# カトリック弘前教会

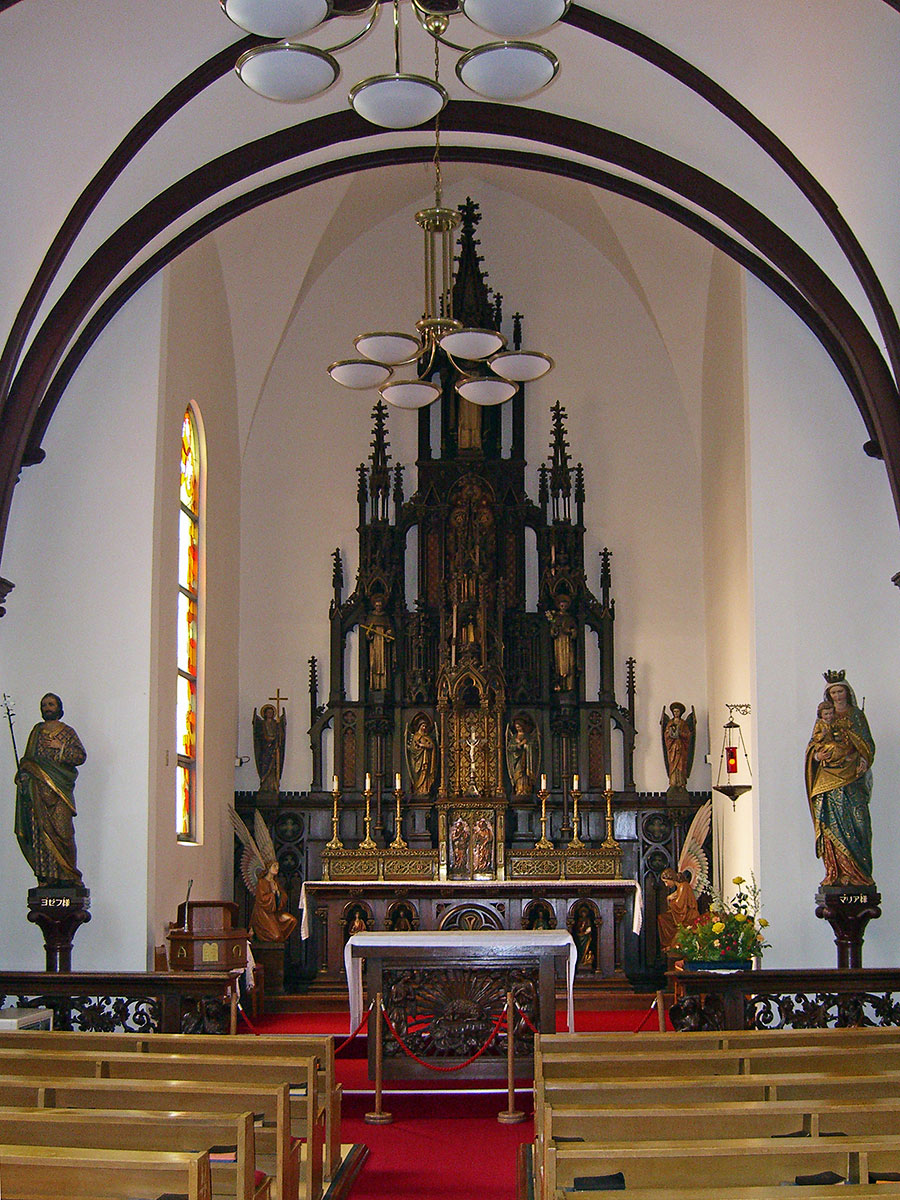
祭壇

カトリック弘前教会（カトリックひろさききょうかい）は、青森県弘前市にあるキリスト教 カトリック仙台教区の教会およびその聖堂。1910年（明治43年）に弘前天主公教会として建設された。

## 概要
1910年（明治43年）に建設された当教会堂は、ロマネスク様式を基調とし、切妻屋根正面に尖塔を配置し、左右隅の柱が特徴的な外観となっている。内部は、木製のクロスリブヴォールトが組まれ、リブヴォールトや柱の濃茶と天井や壁の白漆喰のコントラスト、1984年（昭和59年）に設置されたステンドグラス、また特に祭壇が印象的なものとなっている。祭壇は、1866年（慶応2年）にオランダ ロールモンドで製作されアムステルダムの教会に設置されていたもので1939年（昭和14年）に当時の主任司祭であったコールス師が譲り受けて当教会堂に設置したもので、ゴシック様式の総ナラ製、高さは8メートルに及ぶものとなっている。
弘前でのカトリックの布教活動は、1874年（明治7年）にパリ外国宣教会の宣教師アリヴェ師による来弘が最初といわれているが、本格的な布教活動は1878年（明治11年）にそれまで函館で布教活動をしていたマラン師が弘前で民家を借りて始めたのが当教会の始まりとなっている。その後、1882年（明治15年）にマラン師の後を継いだユルバン・ジャン・フォーリーのもと現在地に教会堂が建設された。現在の教会堂は、当時の主任司祭モンダグ師のもと改築されており、設計は建築の心得があったといわれるオージェ師を招き、施工は堀江佐吉の弟であり、自らもクリスチャンであった横山常吉が請け負っている。

## 建築概要
- 設計 – オージェ師
- 竣工 – 1910年
- 構造・規模 – 木造モルタル平屋建て屋根亜鉛鉄板葺き
- 所在地 - 〒036-8351　弘前市百石町小路20

## 交通アクセス
- 〒036-8351　弘前市百石町小路 20[3]

奥羽本線 弘前駅 からバスで10分、弘前文化センター前下車、徒歩5分